# فورت کولویل
فورت کولویل (به انگلیسی: Fort Colvile) یک منطقهٔ مسکونی در ایالات متحده آمریکا است که در کتل فالز، واشینگتن واقع شده‌است.
این مرکز تجاری در سال ۱۸۲۵ توسط شرکت خلیج هادسون (HBC) در آبشار کتل در رود کلمبیا ساخته شد و در منطقه خز کلمبیا این شرکت فعالیتش را آغاز کرد. در قلعه این مکان به نام اندرو کولویل، فرماندار لندن شرکت HBC به سر می‌برد، در چند مایلی غرب محل فعلی کولویل، واشینگتن قرار داشت. این یک ایستگاه مهم در مسیر تجاری یورک فکتوری اکسپرس به لندن بود که از طریق خلیج هادسون صورت می‌گرفت. شرکت خلیج هادسون HBC مدتی فورت کولویل را از نظر اهمیت تا زمان تأسیس فورت ویکتوریا در رتبه بعد از فورت ونکوور که در نزدیکی دهانه کلمبیا است قرار می‌داد.